# Kamieńsk (gmina)
Kamieńsk – gmina miejsko-wiejska w województwie łódzkim w powiecie radomszczańskim. W latach 1975–1998 gmina położona była w województwie piotrkowskim.
Siedziba gminy to Kamieńsk. Na terenie gminy znajduje się Góra Kamieńska – najwyższe wzniesienie w Polsce środkowej.
Według danych z 30 czerwca 2010 gminę zamieszkiwało 6070 osób.
Za Królestwa Polskiego gmina Kamieńsk należała do powiatu petrokowskiego (piotrkowskiego) w guberni piotrkowskiej. 31 maja 1870 do gminy przyłączono pozbawiony praw miejskich Kamieńsk.

## Struktura powierzchni
Według danych z roku 2002 gmina Kamieńsk ma obszar 95,81 km², w tym:
- użytki rolne: 57%
- użytki leśne: 33%

Gmina stanowi 6,64% powierzchni powiatu.

## Demografia
Dane z 30 czerwca 2010:
| Opis                              | Ogółem | Ogółem | Kobiety | Kobiety | Mężczyźni | Mężczyźni |
| --------------------------------- | ------ | ------ | ------- | ------- | --------- | --------- |
| jednostka                         | osób   | %      | osób    | %       | osób      | %         |
| populacja                         | 6070   | 100    | 3034    | 50,6    | 3036      | 49,4      |
| gęstość zaludnienia (mieszk./km²) | 63     | 63     |         |         |           |           |

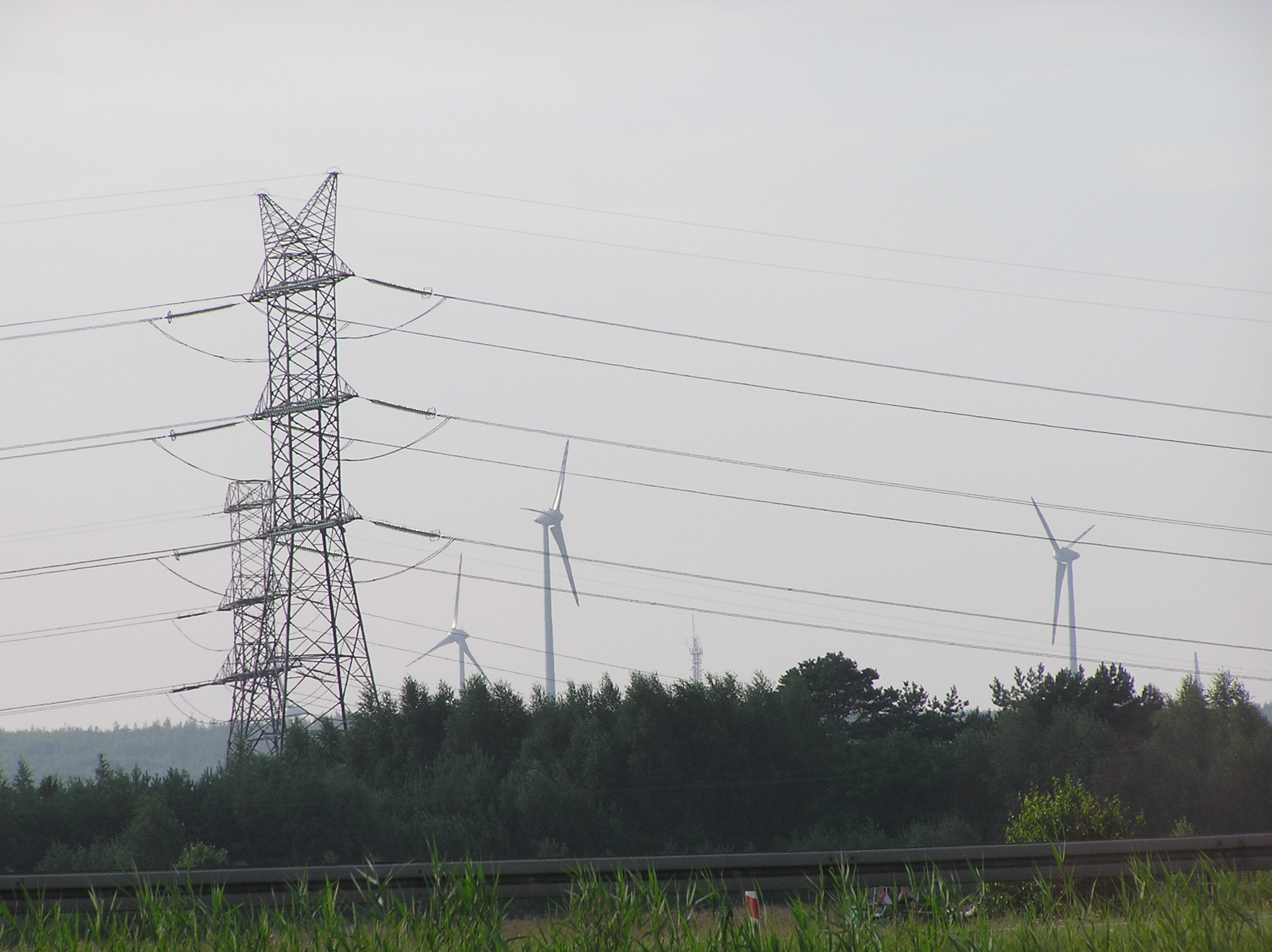
Fragment Elektrowni Wiatrowej Kamieńsk widziany z DK 1

- Piramida wieku mieszkańców gminy Kamieńsk w 2014 roku[1].

## Sołectwa
Barczkowice, Dąbrowa, Danielów, Gałkowice Stare, Gorzędów, Huta Porajska, Ochocice, Koźniewice, Podjezioro, Pytowice, Szpinalów, Włodzimierz.

## Pozostałe miejscowości
Aleksandrów, Gałkowice Nowe, Huby Ruszczyńskie, Huta, Kolonia Olszowiec, Michałów, Mościska, Napoleonów, Ozga, Piła Ruszczyńska, Politki, Ruszczyn, Seweryn, Siódemka.

## Sąsiednie gminy
Bełchatów, Dobryszyce, Gomunice, Gorzkowice, Kleszczów, Wola Krzysztoporska, Rozprza